# 魁北克酚
魁北克酚是一种从加拿大枫糖浆中分離出来的多酚化合物。 该化合物以世界上最大的枫糖浆生产區：加拿大魁北克省命名。在分析转化为楓糖浆之前的枫树樹液的研究表明：这种化合物不是天然存在于楓樹樹液中，而是在萃取或加工过程中形成的。  2013 年時有實驗報告提及该化合物的全合成方式。